# فهرست سوابق و آمارهای باشگاه فوتبال چلسی
سوابق و آمارهای باشگاه فوتبال چلسی از ابتدا تاکنون

## بازیکنان

### بیشترین بازی برای چلسی
|    | نام          | سال                   | لیگ | جام حذفی | جام اتحادیه | اروپا | دیگر1 | مجموع |
| -- | ------------ | --------------------- | --- | -------- | ----------- | ----- | ----- | ----- |
| ۱  | رون هریس     | ۱۹۶۱–۱۹۸۰             | ۶۵۵ | ۶۴       | ۴۸          | ۲۷    | ۱     | ۷۹۵   |
| ۲  | پیتر بونتی   | ۱۹۵۹–۱۹۷۹             | ۶۰۰ | ۵۷       | ۴۵          | ۲۶    | ۱     | ۷۲۹   |
| ۳  | جان تری      | ۱۹۹۸–۲۰۱۷             | ۴۸۷ | ۵۵       | ۳۶          | ۱۲۴   | ۶     | ۷۰۸   |
| ۴  | فرانک لمپارد | ۲۰۰۱–۲۰۱۴             | ۴۲۹ | ۵۸       | ۳۴          | ۱۱۷   | ۱۰    | ۶۴۸   |
| ۵  | جان هولینس   | ۱۹۶۳–۱۹۷۵ و ۱۹۸۳–۱۹۸۴ | ۴۶۵ | ۵۱       | ۴۸          | ۲۷    | ۱     | ۵۹۲   |
| ۶  | پیتر چک      | ۲۰۰۴–۲۰۱۵             | ۳۳۳ | ۳۳       | ۱۷          | ۱۰۳   | ۸     | ۴۸۶   |
| ۷  | دنیس وایز    | ۱۹۹۰–۲۰۰۱             | ۳۳۲ | ۳۸       | ۳۰          | ۳۸    | ۷     | ۴۴۵   |
| ۸  | استیو کلارک  | ۱۹۸۷–۱۹۹۸             | ۳۳۰ | ۳۶       | ۲۶          | ۱۲    | ۱۷    | ۴۲۱   |
| ۹  | کری دیکسون   | ۱۹۸۳–۱۹۹۲             | ۳۳۵ | ۲۰       | ۴۱          | ۰     | ۲۴    | ۴۲۰   |
| ۱۰ | ادی مک‌کریدی  | ۱۹۶۲–۱۹۷۴             | ۳۳۱ | ۴۱       | ۲۲          | ۱۶    | ۰     | ۴۱۰   |

### بهترین گلزنان چلسی
|    | نام           | سال‌ها                 | لیگ | جام اتحادیه | جام حذفی | اروپا | دیگر1 | مجموع |
| -- | ------------- | --------------------- | --- | ----------- | -------- | ----- | ----- | ----- |
| ۱  | فرانک لمپارد  | ۲۰۰۱–۲۰۱۴             | ۱۴۷ | ۲۶          | ۱۲       | ۲۵    | ۱     | ۲۱۱   |
| ۲  | بابی تامبلینگ | ۱۹۵۹–۱۹۷۰             | ۱۶۴ | ۲۵          | ۱۰       | ۳     | ۰     | ۲۰۲   |
| ۳  | کری دیکسون    | ۱۹۸۳–۱۹۹۲             | ۱۴۷ | ۸           | ۲۵       | ۰     | ۱۳    | ۱۹۳   |
| ۴  | دیدیه دروگبا  | ۲۰۰۴–۲۰۱۲             | ۱۰۰ | ۱۲          | ۹        | ۳۴    | ۲     | ۱۵۷   |
| ۵  | روی بنتلی     | ۱۹۴۸–۱۹۵۶             | ۱۲۸ | ۲۱          | ۰        | ۰     | ۱     | ۱۵۰   |
| ۶  | پیتر آسگود    | ۱۹۶۴–۱۹۷۴ و ۱۹۷۸–۱۹۷۹ | ۱۰۵ | ۱۹          | ۱۰       | ۱۶    | ۰     | ۱۵۰   |
| ۷  | جیمی گریوس    | ۱۹۵۷–۱۹۶۱             | ۱۲۴ | ۳           | ۲        | ۳     | ۰     | ۱۳۲   |
| ۸  | جورج میلس     | ۱۹۲۹–۱۹۴۳             | ۱۱۸ | ۷           | ۰        | ۰     | ۰     | ۱۲۵   |
| ۹  | جورج هیلسدون  | ۱۹۰۶–۱۹۱۲             | ۹۹  | ۹           | ۰        | ۰     | ۰     | ۱۰۸   |
| ۱۰ | بری بریج      | ۱۹۵۸–۱۹۶۶             | ۸۰  | ۹           | ۳        | ۱     | ۰     | ۹۳    |

## تماشاچیان و هواداران

### بیشترین حضور تماشاچیان در استمفورد بریج
| تماشاچیان | رقیب               | رقابت                     | تاریخ          |
| --------- | ------------------ | ------------------------- | -------------- |
| ۱۰۰٬۰۰۰   | دینامو مسکو        | دوستانه                   | ۱۳ نوامبر ۱۹۴۵ |
| ۸۲٬۹۰۵    | آرسنال             | لیگ دسته اول انگلیس       | ۱۲ اکتبر ۱۹۳۵  |
| ۷۷٬۹۵۲    | سوییندون تاون      | دور چهارم جام اتحادیه     | ۱۳ آوریل ۱۹۱۱  |
| ۷۷٬۶۹۶    | بلکپول             | لیگ دسته اول انگلیس       | ۱۶ اکتبر ۱۹۴۸  |
| ۷۶٬۰۰۰    | تاتنهام            | لیگ دسته اول انگلیس       | ۱۶ اکتبر ۱۹۲۰  |
| ۷۵٬۹۵۲    | آرسنال             | لیگ دسته اول انگلیس       | ۹ اکتبر ۱۹۳۷   |
| ۷۵٬۰۴۳    | ولورهمپتون واندررز | لیگ دسته اول انگلیس       | ۹ آوریل ۱۹۵۵   |
| ۷۴٬۶۶۷    | آرسنال             | لیگ دسته اول انگلیس       | ۲۹ نوامبر ۱۹۵۵ |
| ۷۴٬۳۶۵    | بیرمنگام سیتی      | یک‌چهارم نهایی جام اتحادیه | ۴ مارس ۱۹۳۱    |
| ۷۲٬۶۱۴    | آرسنال             | لیگ دسته اول انگلیس       | ۳ آوریل ۱۹۵۳   |

### بیشترین حضور تماشاچیان در ورزشگاه بی‌طرف
| تماشاچیان | رقیب           | رقابت                 | ورزشگاه         | تاریخ         |
| --------- | -------------- | --------------------- | --------------- | ------------- |
| ۱۰۵٬۸۲۶   | رئال مادرید    | دوستانه               | ورزشگاه میشیگان | ۷ ژوئیه ۲۰۱۶  |
| ۱۰۰٬۰۰۰   | لیدز یونایتد   | فینال جام اتحادیه     | ورزشگاه ومبلی   | ۱۱ آوریل ۱۹۷۰ |
| ۱۰۰٬۰۰۰   | استوک سیتی     | فینال جام حذفی        | ورزشگاه ومبلی   | ۴ مارس ۱۹۷۲   |
| ۱۰۰٬۰۰۰   | تاتنهام        | فینال جام اتحادیه     | ورزشگاه ومبلی   | ۲۰ مه ۱۹۶۷    |
| ۹۰٬۰۰۰    | میلوال         | جام فوتبال جنگ        | ورزشگاه ومبلی   | ۷ آوریل ۱۹۴۵  |
| ۸۹٬۸۲۶    | منچستر یونایتد | فینال جام اتحادیه     | ورزشگاه ومبلی   | ۱۹ مه ۲۰۰۷    |
| ۸۹٬۳۹۱    | اورتون         | فینال جام اتحادیه     | ورزشگاه ومبلی   | ۳۰ مه ۲۰۰۹    |
| ۸۸٬۳۳۵    | پورتموث        | فینال جام اتحادیه     | ورزشگاه ومبلی   | ۱۵ مه ۲۰۱۰    |
| ۸۸٬۱۰۳    | آرسنال         | نیمه‌نهایی جام اتحادیه | ورزشگاه ومبلی   | ۱۸ آوریل ۲۰۰۹ |
| ۸۷٬۶۶۰    | تاتنهام        | فینال جام حذفی        | ورزشگاه ومبلی   | ۲۴ فوریه ۲۰۰۸ |
| ۸۵٬۸۹۶    | منچستر یونایتد | جام خیریه انگلیس      | ورزشگاه ومبلی   | ۹ آگوست ۲۰۰۹  |

## نقل و انتقالات

### بیشترین هزینه پرداخت شده برای خرید بازیکن
|    | نام          | از             | قیمت   | تاریخ |
| -- | ------------ | -------------- | ------ | ----- |
| ۱  | فرناندو تورس | لیورپول        | £۵۰M   | ۲۰۱۱  |
| ۲  | ادن آزارد    | لیل            | £۳۲M   | ۲۰۱۲  |
| ۳  | آندری شوچنکو | میلان          | £۳۰٫۸M | ۲۰۰۶  |
| ۴  | ویلیان       | آنژی ماخاچکالا | £۲۵٫۵M | ۲۰۱۳  |
| ۵  | اسکار        | اینترناسیونال  | £۲۵M   | ۲۰۱۲  |
| ۶  | مایکل اسین   | لیون           | £۲۴٫۵M | ۲۰۰۵  |
| ۷  | دیدیه دروگبا | مارسی          | £۲۴M   | ۲۰۰۴  |
| ۸  | خوان ماتا    | والنسیا        | £۲۳٫۵M | ۲۰۱۱  |
| ۹  | دیوید لوییز  | بنفیکا         | £۲۱M   | ۲۰۱۱  |
| ۱۰ | نمانیا ماتیچ | بنفیکا         | £۲۱M   | ۲۰۱۴  |

### بیشترین مبلغ دریافت شده برای فروش بازیکن
|    | نام             | به             | قیمت   | تاریخ |
| -- | --------------- | -------------- | ------ | ----- |
| ۱  | خوان ماتا       | منچستر یونایتد | £۳۷٫۱M | ۲۰۱۴  |
| ۲  | آرین روبن       | رئال مادرید    | £24M   | ۲۰۰۷  |
| ۳  | کوین ده بروین   | وولفسبورگ      | £۱۶٫۷  | ۲۰۱۴  |
| ۴  | یوری ژیرکوف     | آنژی ماخاچکالا | £13.2M | ۲۰۱۱  |
| ۵  | دنیل استاریج    | لیورپول        | £12M   | ۲۰۱۳  |
| ۶  | توره آندره فلو  | رنجرز          | £12M   | ۲۰۰۰  |
| ۷  | وین بریج        | منچستر سیتی    | £10M   | ۲۰۰۹  |
| ۸  | شان رایت-فیلیپس | منچستر سیتی    | £8.5M  | ۲۰۰۸  |
| ۹  | رائول میرلس     | فنرباغچه       | £8M    | ۲۰۱۲  |
| ۱۰ | ایدور گودیانسن  | بارسلونا       | £8M    | ۲۰۰۶  |